# Pasadena, Kalifornien
Pasadena är en stad i Los Angeles-området i Los Angeles County, Kalifornien, USA. Staden hade cirka 147 000 invånare (år 2005).

## Geografi
Pasadena i San Gabriel Valley ligger på 263 meters höjd över havet och omges av Raymond-förkastningen, San Rafael Hills och San Gabriel Mountains. 
Enligt United States Census Bureau har staden en total areal av 60,0 km², 59,8 km² är land och 0,2 km² (0,30%) är vatten.
Pasadena ligger 16 kilometer nordöst om det centrala "downtown" Los Angeles. Staden gränsar till 10 städer/områden Highland Park, Glendale, South Pasadena, San Marino, Arcadia, Sierra Madre, La Cañada-Flintridge och områdena Eagle Rock och Garvanza som hör till staden Los Angeles samt Altadena som inte tillhör någon stad/"city" utan lyder direkt under Los Angeles County.

## Utbildning
I Pasadena ligger California Institute of Technology (Caltech), samt det till Caltech tillhörande Jet Propulsion Laboratory.

## Kultur
Pasadena är även hemvist för flera kulturinstitutioner som Norton Simon Museum.

## Sport
Vid arenan Rose Bowl spelades bland annat finalmatcherna vid herrarnas VM i fotboll 1994 och vid Dam-VM i fotboll 1999.

## Kända personer från Pasadena
- Thomas James TJ"Kirk III (Youtube-personlighet och författare).

## Bildgalleri

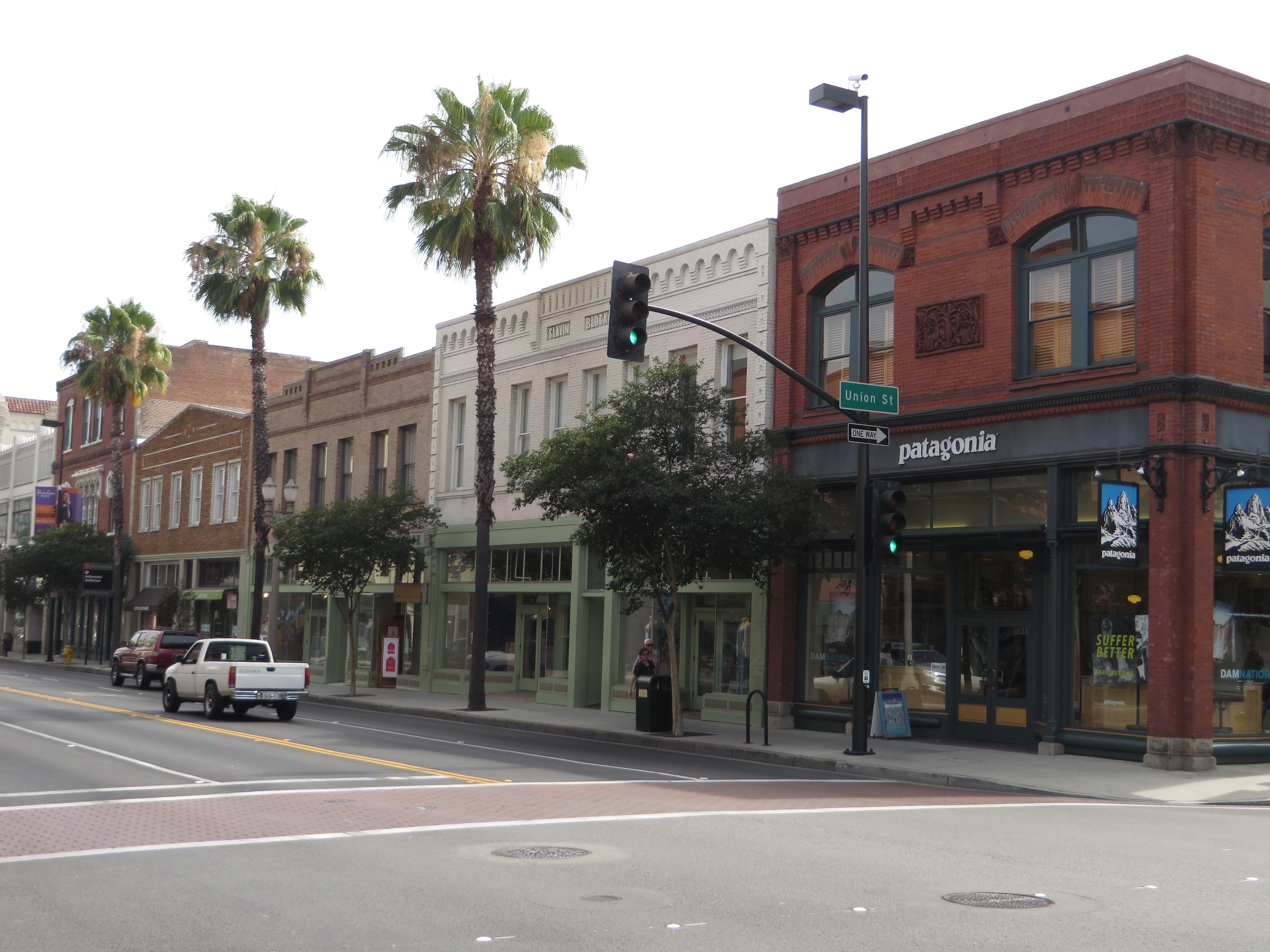
Union Street i Old Pasadena
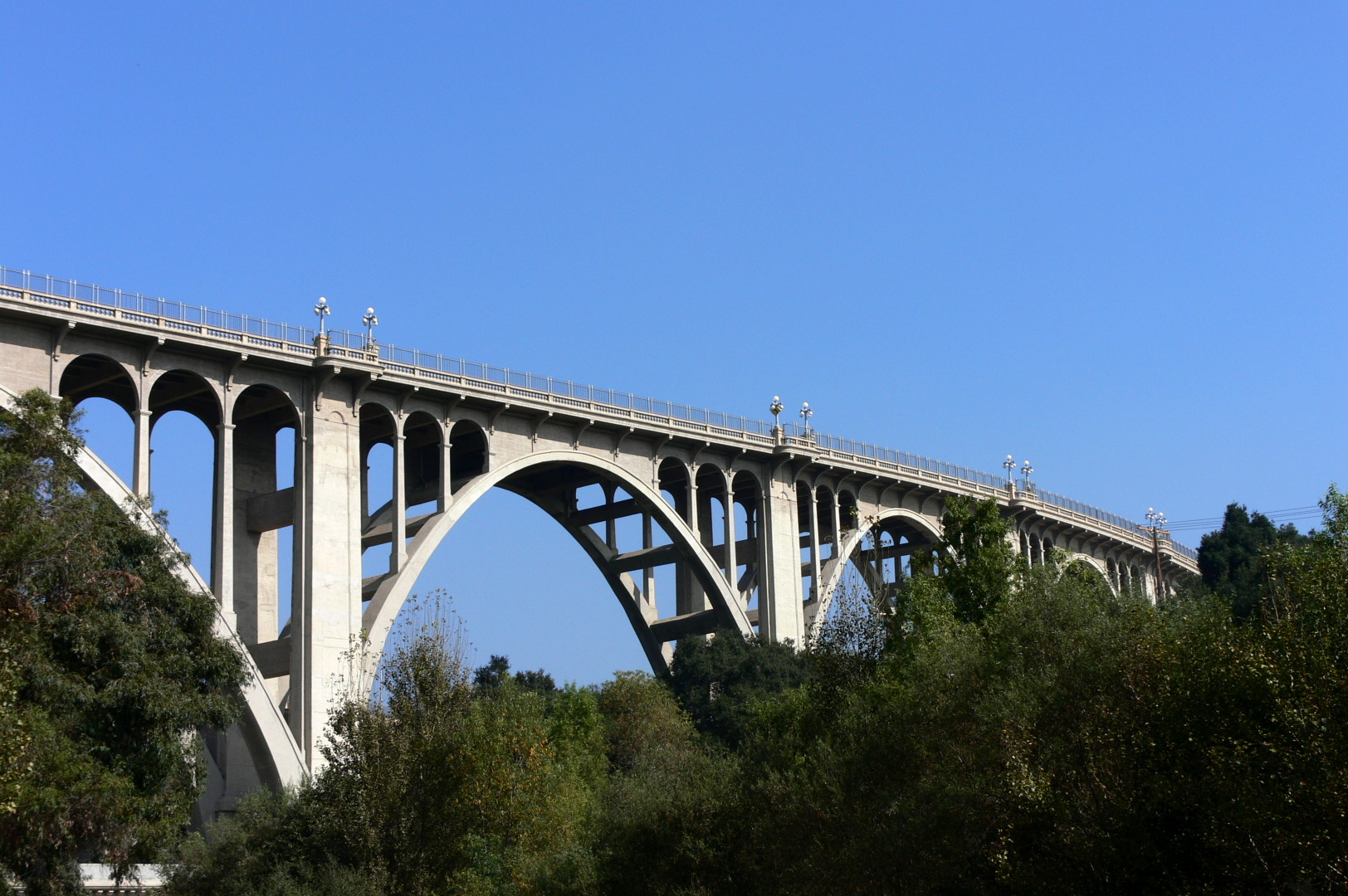
Colorado Street Bridge
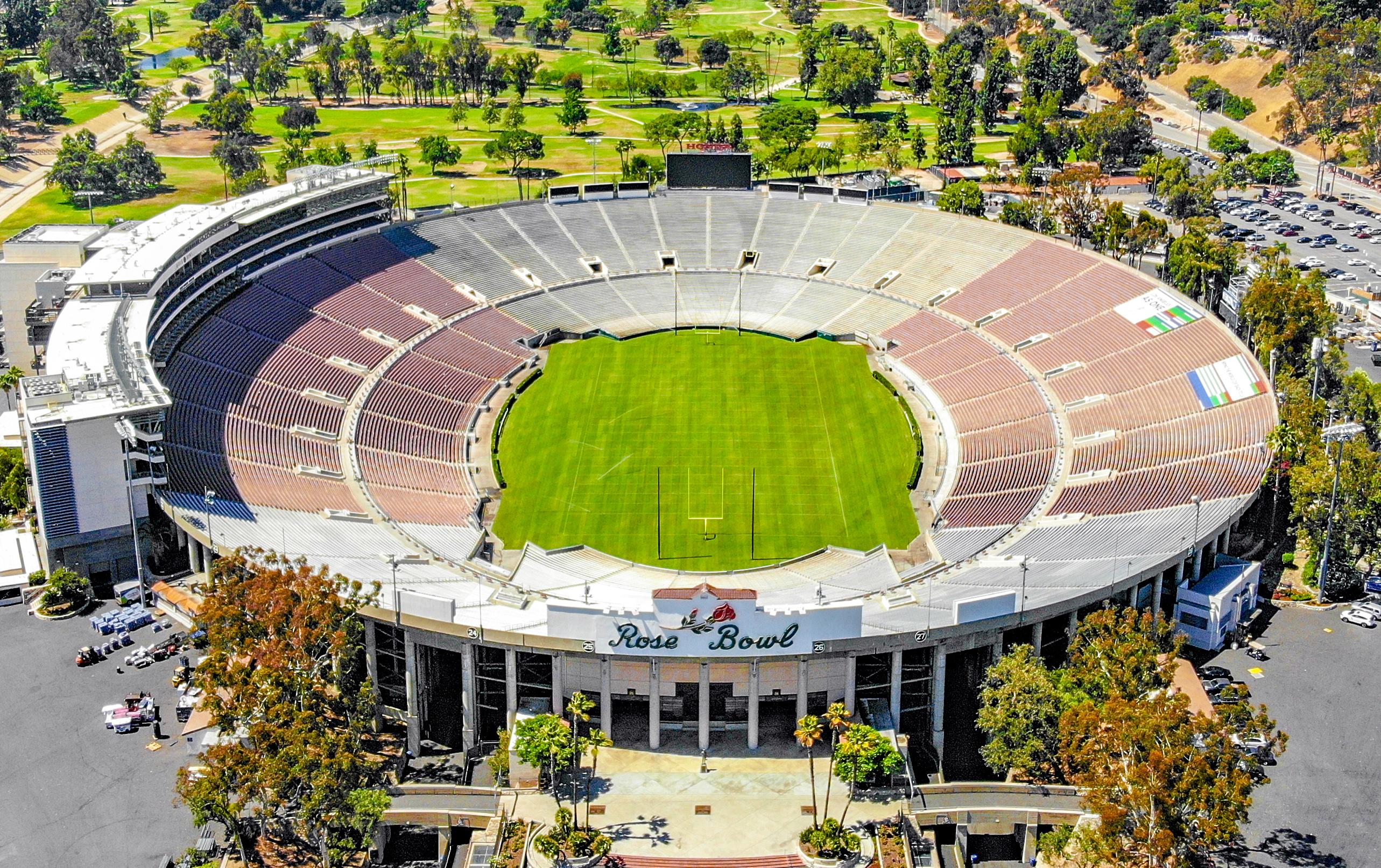
Rose Bowl
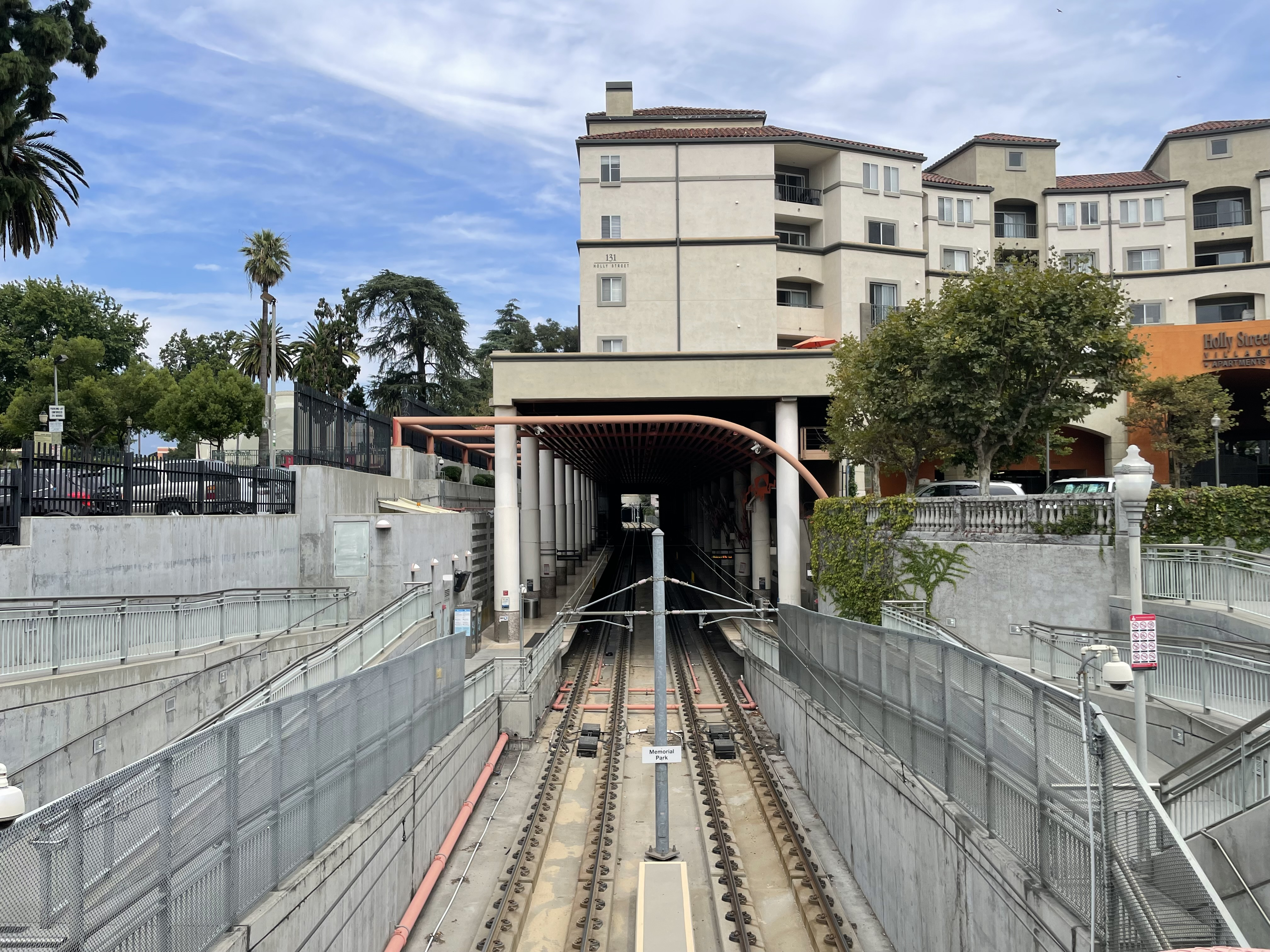
Memorial Park Station för spårväg